# Rolf Weber (Botaniker)
Rolf Weber (* 30. Mai 1922 in Plauen; † 2. März 2015 ebenda) war ein deutscher Lehrer, Botaniker und Heimatforscher.

## Werdegang
Nach einer 1941 erfolgten Ausbildung zum Funker war Weber im Zweiten Weltkrieg ab 1942 Soldat an der Front eingesetzt. 1943 geriet er in US-amerikanische Kriegsgefangenschaft. Nach seiner Rückkehr in die Heimat besuchte er 1948 in Zwickau einen Neulehrerkurs als Grundschullehrer. Ein pädagogischer Fernstudium im Fach Biologie in der Mittelstufe absolvierte er von 1952 bis 1954. In der Folge war er als Lehrer, später Oberlehrer, in Pöhl und Jocketa in der naturwissenschaftlich pädagogische Arbeit tätig. Ab 1959 war er stellvertretender Direktor des Pädagogischen Kreiskabinetts und Leiter der Kreisstelle für Unterrichtsmittel von Plauen/Land. Er fungierte als Fachberater für den Schulgartenunterricht und für die Landwirtschaft im Rahmen des „Unterrichtstages in der sozialistischen Produktion“ sowie ab 1966 als Fachberater für Biologie im Kreis Plauen. Seit 1987 befand er sich im Ruhestand.
Rolf Weber war Mitbegründer und langjähriger Leiter des Arbeitskreises Vogtländischer Botaniker. Er veröffentlichte allein oder mit anderen mehrere Bücher, Broschüren und Zeitschriften bzw. Zeitungsartikel zu Flora, Vegetation und Naturschutz sowie zur Heimatgeschichte des Vogtlands. Sein Nachlass befindet sich im Stadtarchiv Plauen.

## Ehrungen
- 1968: Verdienter Lehrer des Volkes
- 1977: Johannes-R.-Becher-Medaille in Gold (1977)
- 1988: Ehrennadel des Kulturbundes der DDR in Gold
- 1992: Bundesverdienstkreuz am Bande
- 2000: Stadtplakette der Stadt Plauen[1]
- 2002: Cotta-Medaille der TU Dresden
- 2010: 1. Preis des Sächsischen Landespreises für Heimatforschung für das Buch „Bäume im Vogtland. Wechselbeziehungen zwischen Natur und Mensch.“